# چارلز هرتی
چارلز هرتی (انگلیسی: Charles Herty؛ زاده ۴ دسامبر ۱۸۶۷ – درگذشته ۲۷ ژوئیهٔ ۱۹۳۸) یک دانشمند در زمینه شیمی‌دان بود.